# 136473 Bakosgáspár
A 136473 Bakosgáspár (ideiglenes jelöléssel 2005 GB) a Naprendszer kisbolygóövében található aszteroida. Sárneczky Krisztián fedezte fel 2005. április 1-jén.
Nevét Bakos Gáspár (1976) magyar csillagász után kapta.